# Радио Антена Сателор
Радио Антена Сателор (на румънски: Radio România Antena Satelor) е 5-та държавна радиостанция в Румъния. Излъчва денонощно, 24 часа в денонощието, 7 дни в седмицата.
Излъчва за първи път на регионално ниво на 25 декември 1991 г., с 5 часа излъчване на ден и покритие в град Букурещ и в окръзите на северозапад от него Дъмбовица и Арджеш. Има статут на национална радиостанция от 1 март 2006 г.
Програмата на радиото включва предавания на разни теми, главно за селските райони, по проблеми на съвременното румънско село.

## Предаватели
AM
- Валу луй Траян, окр. Кюстенджа – 1314 kHz, изходна мощност на предавателя (TPO) 50 kW
- Тимишоара, окр. Тимиш – 1314 kHz, изходна мощност на предавателя (TPO) 30 kW
- Войнещи (Voinesti), окр. Дъмбовица – 630 kHz, изходна мощност на предавателя (TPO) 400 kW
- Херъстръу (Herăstrău), гр. Букурещ – 603 kHz, изходна мощност на предавателя (TPO) 400 kW
- Урзичени, окр. Яломица – 531 kHz, изходна мощност на предавателя (TPO) 14 kW
- Бод (Bod), окр. Брашов – 153 kHz (за Румъния, Молдова[1] и атчасти други страни[2]), изходна мощност на предавателя (TPO) 200 kW

FM
- Залъу, окр. Сълаж – 106,9 MHz[3]
- Сулина, окр. Тулча – 103,2 MHz
- Комънещи (Comănești), окр. Бакъу – 89,0 MHz

DAB-T
- Букурещ – канал 12A, честота 223,936 MHz, изходна мощност на предавателя с вертикална поляризация: 250W (покритие: Букурещ и околностите)[4]